# マリーア・カロリーナ・ディ・ボルボーネ＝ドゥエ・シチリエ (1820-1861)
マリーア・カロリーナ・フェルディナンダ・ディ・ボルボーネ＝ドゥエ・シチリエ（Maria Carolina Ferdinanda di Borbone-Due Sicilie, 1820年11月29日 - 1861年1月14日）は、両シチリア王国の王族。両シチリア王フランチェスコ1世の娘で、スペインのカルリスタ王位請求者であるモンテモリン伯爵カルロスの妻。

## 生涯
フランチェスコ1世とその2番目の妻でスペイン王カルロス4世の娘であるマリーア・イザベッラの間の第9子、五女として両シチリアの首都であるナポリで生まれた。父にとっては6番目の娘である。22歳年上の異母姉に同名のマリーア・カロリーナ（フランス王位継承者ベリー公シャルル・フェルディナンの妃）がいる。1850年7月10日にカゼルタ宮殿において、カルリスタの支持するスペイン王「カルロス6世」を名乗るモンテモリン伯爵と結婚したが、2人の間に子供は生まれなかった。1861年、トリエステでチフスに罹患した夫の看病中に自らもチフスに感染、夫の死の翌日に死去した。伯爵夫妻の遺骸はトリエステのサン・ジュスト大聖堂に葬られた。